# Geoffroy de La Roche-Vanneau
Geoffroy ou Godefroy de La Roche-Vanneau, cousin de Bernard de Clairvaux, est un religieux français du milieu du XIIe siècle qui est abbé de Fontenay de 1119 à 1126, puis évêque de Langres de 1138 à 1163.

## Biographie

### Confusion historique
Connu sous le nom de de La Roche, certains historiens du XIXe siècle ont fait la confusion entre Rochetaillée dans le département de la Haute-Marne et La Roche-Vanneau dans le département de la Côte-d'Or, ce qui fait qu'il est parfois appelé à tort de La Rochetaillée.

### Carrière monastique
Bien que son lien de parenté ne soit pas connu, il est cousin de Bernard de Clairvaux. Il fait partie des trente proches qui accompagnent ce dernier à l'abbaye de Cîteaux en 1112. En 1115, il accompagne de nouveau son cousin Bernard de Clairvaux lorsqu'il part fonder l'abbaye de Clairvaux en 1115. Puis en 1119, il devient le premier abbé de l'abbaye de Fontenay, tout juste fondée par Bernard de Clairvaux,.
Il démissionne de la charge d'abbé de Fontenay en 1126 et retourne à l'abbaye de Clairvaux, où il devient prieur.
Bernard de Clairvaux fera référence à lui en l'appelant son bras droit, la lumière de ses yeux, le bâton de sa vieillesse.

### Carrière épiscopale
En 1138, il est élu évêque de Langres avec le soutien de Bernard de Clairvaux, qui avait refusé la charge pour lui-même. Toutefois, il ne peut prendre possession de son siège qu'en 1140, car le roi Louis VII le Jeune avait nommé un religieux de l'abbaye de Cluny, soutenu par Pierre le Vénérable,.
En 1140, il entreprend un pèlerinage à Rome.
En 1141, il préside un synode à Langres où il organise les règlements pour son diocèse.

### Participation à la deuxième croisade
En 1146, il prêche la seconde croisade et prend lui-même la croix. Avant son départ, il engage plusieurs vases précieux et des pierreries de la cathédrale, en promettant de les rendre à son retour. Il doit également faire face à une famine dans son diocèse et se distingue par les aumônes qu'il fait distribuer.
En 1147, il part pour la Terre sainte en compagnie du roi Louis VII le Jeune qui en fait un de ses conseillers. Il est également nommé légat du Saint-Siège par le pape Eugène III, ancien moine de l'abbaye de Clairvaux,.
À la suite de la rupture avec l'empire byzantin, il est de ceux qui préconise le siège de Constantinople.

### Retour en occident
Il est de retour dans son diocèse début 1149.
En 1153, il a un différend avec le duc de Bourgogne Eudes II qui refuse de lui rendre hommage en personne. La cour de France donna raison au prélat.
En 1153, Bernard de Clairvaux vient à Langres afin d'apaiser un différend survenu entre l'évêque et ses chanoines. Il repart ensuite à l'abbaye de Clairvaux et assiste aux derniers jours de Bernard de Clairvaux et émet le souhait de se consacrer de nouveau à la vie monastique,.

### Fin de vie
Il ne peut toutefois renoncer à sa charge d'évêque qu'en 1163 où il retourne vivre à l'abbaye de Clairvaux, déclinant également l'honneur que le pape voulait lui accorder d'être son légat auprès du roi de France.
Geoffroy de La Roche-Vanneau meurt en 1164 dans une cellule qu'il s'était fait construire près de celle de Saint Bernard,.